# الأذني (مسلسل)
«الأَذَنِيُّ» (بالتركية: آطنه‌لی/Adanalı) مسلسل تلفزيوني درامي كوميدي تركي بثته قناة أي تي في عام 2008. والأذني هو المنسوب إلى مدينة أذنة في تركيا.

## الممثلون
- أوكتاي كاينارجا
- محمد عاكف ألاقورد
- إيكين تركمان
- جاكان كولها
- جمال هونال
- زينب أوزدير
- أوموت أوغوز
- توغسي أوزبوداك
- سليم أردوغان
- إيدا أوزركان
- سيريناي ساريكايا

| الموسم | الحلقات | الحلقات | الأصلي         | الأصلي                  | الأصلي   |
| الموسم | الحلقات | الحلقات | الأول          | الأخير                  | الشبكة   |
| ------ | ------- | ------- | -------------- | ----------------------- | -------- |
| 1      | 30      | 30      | 7 نوفمبر 2008  | 19 يونيو 2009           | أي تي في |
| 2      | 40      | 40      | 11 سبتمبر 2009 | 26 يونيو 2010           | أي تي في |
| 3      | 9       | 9       | 11 سبتمبر 2010 | 7 نوفمبر 2010 (النهائي) | أي تي في |

1. ↑  "Adanalı dizi". مؤرشف من الأصل في 2024-06-04.